# Johann Daniel Titius

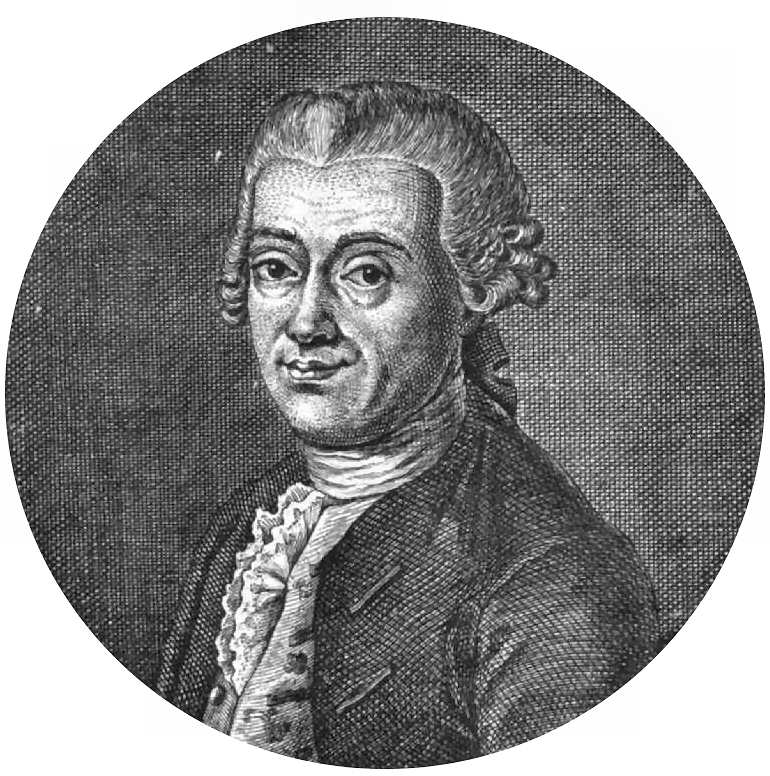
Johann Daniel Titius

Johann Daniel Titius, właśc. Johann Daniel Tietz (ur. 2 stycznia 1729 w Chojnicach, zm. 11 grudnia 1796 w Wittenberdze) – niemiecki astronom, fizyk i biolog.

## Życiorys
Urodził w należących do Polski Chojnicach, w ówczesnych Prusach Królewskich (obecnie Pomorze Gdańskie). Był synem kupca i rajcy miejskiego Jakoba Tietza oraz córki luterańskiego pastora Marie Dorothea von Hanow. Po śmierci ojca został oddany pod opiekę wuja – brata matki, gdańskiego profesora Michaela Christiana von Hanow, który solidnie zajął się jego wykształceniem. Po ukończeniu gimnazjum (1748) wstąpił na Uniwersytet w Lipsku, gdzie otrzymał tytuł magistra (1752). Pozostał na uczelni jako wykładowca filozofii. W kwietniu 1756 roku przyjął nominację profesorską na Uniwersytecie w Wittenberdze, gdzie wykładał matematykę, fizykę, biologię, filozofię i teologię. Już dwanaście lat później został mianowany rektorem tamtejszego uniwersytetu. Znany jest głównie jako współtwórca reguły Titiusa-Bodego, dotyczącej średniej odległości planet w Układzie Słonecznym.

## Działalność naukowa
Główna działalność naukowa Titiusa nakierowana była na zagadnienia z zakresu fizyki i biologii. Opublikował szereg prac dotyczących zagadnień fizycznych, w tym zbiór warunków oraz zasad wykonywania eksperymentów. W 1765 roku opublikował obszerny przegląd termometrii, a także osobną monografię poświęconą termometrowi skonstruowanemu poprzez Hannsa Loesera. Ponadto pisał traktaty dotyczące zarówno fizyki teoretycznej jak i doświadczalnej, w których upowszechniał wyniki badań współczesnych mu naukowców.
Prace biologiczne inspirowane były głównie Linneuszem. Jego najbardziej obszerna publikacja Lehrbegriff der Naturgeschichte Zum ersten Unterrichte (Lipsk, 1777) jest systematyczną klasyfikacją roślin, zwierząt i minerałów, a także substancji pierwiastkowych - eteru, światła, ognia, powietrza i wody. Wcześniej zaś napisał krótsze teksty dotyczące klasyfikacji zwierząt (1760) i minerałów (1765). W dwóch innych książkach opisał gatunek sikorki (1755) oraz sposób zapobiegania zamulaniu ujść rzek poprzez wykorzystywanie roślinności (1768).
Szereg innych publikacjach poświęcił kwestiom teologii i filozofii. Jednocześnie dokonał tłumaczenia na język niemiecki Prób Michela de Montaigne, które do roku 1998 uznawane było za najlepsze tłumaczenie dzieła francuskiego filozofa na język niemiecki. Pisał też prace historyczne. Zgłębiał przede wszystkim historię Prus. Dokonał opisu ich podboju przez Kazimierza IV, inkorporacji Chojnic do Korony Polskiej, czy budową nowego mostu na Łabie.
Redagował sześć czasopism głównie zajmujących się naukami przyrodniczymi. Wśród nich Allgemeines Magazin, który ograniczył do przekładów dzieł obcych autorów. Napisał czternaście z trzydziestu dwóch artykułów drukowanych w Gemeinnützige Abhandlungen, piśmie, które zajmowało się głównie historią naturalną Saksonii. Dokładał starań, by jak najszerzej udostępniać osiągnięcia współczesnej mu nauki. W tym celu zainicjował, wydawał i promował tanie przedruki ważnych dzieł filozoficznych.
Wielokrotnie oferowano mu katedry innych uczelni - w tym w Getyndze, Helmstedt, Gdańsku i Kilonii. Titius pozostał jednak wierny Wittenberdze, gdzie aktywnie spędził czterdzieści lat życia.
Jego syn Salomon Constantin (ur. 2 sierpnia 1766 w Wittenberdze, zm. w lutym 1801) ukończył studia w Lipsku i Wittennberdze, następnie kontynuował naukę we Włoszech i Austrii. Od 1792 prowadził wykłady na Uniwersytecie w Wittenberdze, od 1795 był profesorem anatomii i botaniki.